# 漢斯卡 (明尼蘇達州)
漢斯卡（英語：Hanska）是一個位於美國明尼蘇達州布朗縣的城市。

## 人口
根據2020年美國人口普查的數據，漢斯卡的面積為0.64平方千米，當中陸地面積為0.64平方千米，而水域面積為0.00平方千米。當地共有人口382人，而人口密度為每平方千米597人。